# Ленина (Белокалитвинский район)
Ле́нина (до 1906 года Свинаре́в) — хутор в Белокалитвинском районе Ростовской области.
Административный центр Рудаковского сельского поселения.

## География

### Уличная сеть
| - ул. Гагарина, - ул. Карла Маркса, - ул. Кизевича, - ул. Комарова, - ул. Крупской, - ул. Ленина, - ул. Лермонтова, - ул. Молодёжная, \| valign="top" \| - ул. Набережная, - ул. Нагорная, - ул. Песчаная, - ул. Пушкина, - ул. Садовая, - ул. Цветаевой, - ул. Чехова, - ул. Яблоневая, \| valign="top" \| - пер. Верхний, - пер. Колодезный, - пер. Короткий, - пер. Речной, - пер. Садовый, - пер. Тополиный, - пер. Тупиковый. |

## История
Впервые х. Свинарев «Свинаревы» упомянут (нанесен) на Генеральной карте Земли Войска Донского из атласа Теврюнникова 1797 года; затем на Большой карте Российской Империи 1812 года для Наполеона обозначен «Swinarevoui» и так далее до 1905 года.
С 1832 года упоминается как «Свинаревъ».
На карте «Карта-дорожник Области Войска Донского» 1905 года хутор поименован «Щербово-Нефедовский», как и на карте «Дорожная карта области Войска Донского» 1908 года.
В Атласе Маркса 1909 года вновь указан «Свинаревъ».
На Почтовой карте Европейской части С.С.С.Р. (Официальное издание Связьтехиздат 1934 г.) наименование изменено на «Ленино-Шахтинское» (указано, что приведены данные о почтовых учреждениях на 1 октября 1933 г.)
Впервые наименование «х. Ленин» указано на Карте Донецкой губернии УССР в 1923 году. С 1958 года хутор на картах именуется «х. Ленина» (Административная карта Ростовской области 1958 года)
В 1835 году земля Войска Донского была разделена на 7 административных округов «начальств»: Черкасский (окружное управление в г. Новочеркасск), 1-й Донской (станица Ведерниковская), 2-й Донской (станица Нижне-Чирская), Усть-Медведицкий (станица Усть-Медведицкая), Донецкий (станица Каменская), Хоперский (станица Алексеевская), Миусский (слобода Голодаевка)
До революции 1917 года территория района входила в состав Донецкого округа (центр — станица Каменская) Области войска Донского (центр — Черкасск, с 1806 — Новочеркасск). В 1913 году в состав округа входило 49 волостей и станиц.
В 1918 году из частей Усть-Медведицкого, Донецкого и Хопёрского округов был образован Верхне-Донской.
В 1923-24 годах районный центр Ленинского района Шахтинского округа Донецкой губернии (УССР), 
В соответствии с Постановлением СНК от 23 марта 1920 года, ВЦИК от 26 апреля 1920 года и ВУЦИК от 16 апреля 1920 года — на Украине была образована Донецкая губерния, в состав которой была передана станица Усть-Белокалитвенская.
В соответствии с постановлением Президиума Всеукраинского ЦИК от 7 марта 1923 года «Об административно-территориальном делении Донецкой губернии» были образованы Усть-Белокалитвенский и Ленинский район Шахтинского округа. В Ленинском районе значились 20 населённых пунктов, Ленинский райисполком и 12 сельсоветов: Голо-Калитвенский, Демишевский, Дубовой, Карпово-Обрывский, Комиссаровский, Кононовский, Корсунский, Крутинский, Литвиновский, Масловский, Погореловский, Рудаковский.
с 13 февраля по 16 октября 1924 года — Шахтинского (Шахтинско-Донецкого) округа Юго-Восточной области (РСФСР).
В 1925 году Ленинский район был упразднен, его территория в основном вошла в состав Усть-Белокалитвенского района, который входил в состав Шахтинского округа Северо-Кавказского края. После переименования в октябре 1925 года Шахтинского округа в Шахтинско-Донецкий — Усть-Белокалитвенский район вошел в состав Шахтинско-Донецкого округа.
На 10 августа 1930 года сельсовет значился в Усть-Белокалитвенском районе.15 августа 1930 года вне автономных областей были упразднены округа, и все районы перешли в прямое подчинение администрации края. В августе 1930 года Усть-Белокалитвенский район вошел в состав Северо-Кавказского края и стал подчиняться непосредственно крайисполкому. Постановлением Президиума ВЦИК от 20 августа 1931 года Усть-Белокалитвенский район был упразднен.
20 ноября 1933 года из части районов на севере края была образована Северная область с центром в городе Миллерово, существовавшая с 20 ноября 1933 года по 5 июля 1934 года.
5 июля 1934 года Президиум ВЦИК постановил «Северную область Азово-Черноморского края преобразовать в Северодонской округ того же края». Область включала 26 районов: Алексеево-Лозовский,Базковский,Бело-Калитвенский,Боковский,Верхне-Донской,Вёшенский,Волошинский, Глубокинский,Зверевский,Каменский,Кашарский,Киевский,Колушкинский,Криворожский,Литвиновский, 
Мальчевский,Мигулинский,Милютинский,Морозовский,Обливский,Селивановский,Скосырский, 
Тарасовский,Тацинский,Чернышевский,Чертковский.
10 января 1934 года Северо-Кавказский край был разделен на Азово-Черноморский край с центром в г. Ростове-на-Дону и Северо-Кавказский край с центром в г. Пятигорске. Постановлением бюро крайкома ВКП(б) и Азово-Черноморского крайисполкома от 8 октября 1934 года на территории Каменского и Тацинского районов Северо-Донского округа был образован Белокалитвинский район с центром в станице Белая Калитва. На основании постановления Президиума ВЦИК РСФСР и постановления президиума Азово-Черноморского крайисполкома от 28 декабря 1934 года о разукрупнении районов Азово-Черноморского края — Белокалитвинский район был включен в состав Северо-Донского округа. В соответствии с этим же постановлением был образован Литвиновский район с центром в с. Кононово. В состав Литвиновского района были переданы сельсоветы: Голово-Калитвенский, Демишевский, Дубовский, Ильинский, Кононовский, Корсунский, Литвиновский, Ленинский, Проциково-Березовский, Рудаковский.
13 сентября 1937 года Литвиновский район (с центром в с. Литвиновка) вошел в состав Ростовской области. В районе значились сельсоветы: Головский (Голово-Калитвенский), Демишовский, Ильинский, Кононовский, Корсунский, Ленинский, Литвиновский, Проциков-Березовский, Рудаковский.
Указом Президиума Верховного Совета СССР от 6 января 1954 года из Ростовской области была выделена Каменская область (с центром в г. Каменск-Шахтинский). Территории Белокалитвинского и Литвиновского районов вошли в состав Каменской области. В соответствии с Указом Президиума Верховного Совета РСФСР от 19 ноября 1957 года Каменская область упраздняется. Белокалитвинский и Литвиновский районы входят в состав Ростовской области.
В июне 1959 года упраздняется Литвиновский район, его территория присоединяется к Белокалитвинскому району.

## Население
| 1989 | 2002  | 2010  |
| ---- | ----- | ----- |
| 2318 | ↘2131 | ↗2182 |

В 1859 году в хуторе насчитывалось 86 дворов и проживало 488 человек.
В 1897 году численность населения хутора Свинарева и Рудакова составляла 2639 человек (443 двора), из них:
- По роду деятельности
  - 1980 человек — представители войскового сословия;
  - 610 — крестьяне.
- По вероисповеданию
  - 1256 — православные;
  - 1170 — старообрядцев.

## Достопримечательности
- Церковь Иоанна Богослова.[6]